# Rhinoleucophenga lopesi
Rhinoleucophenga lopesi är en tvåvingeart som beskrevs av Malogolowkin 1946. Rhinoleucophenga lopesi ingår i släktet Rhinoleucophenga och familjen daggflugor. Inga underarter finns listade i Catalogue of Life.